# Tilted Mill Entertainment
Tilted Mill Entertainment är en datorspelsutvecklare som ligger i Wayland, Massachusetts. Företaget grundades 2001 av de utvecklarna utvecklarna Chris Beatrice och Peter Haffenreffer från Impressions Games.
Företaget sysselsätter 22 personer i utveckling, programmering, skapande, och administrativa roller. Tilted Mill är en referens till Don Quijote.
Företaget har börjat satsa på webbläsarbaserade spel. De är i betastadiet av utvecklingen på Nile online vilket bygger på deras tidigare spel Children of the Nile. 

## Aktuella spelreleaser
- Children of the Nile, ett stadsbyggarspel i forna Egypten som gavs ut av Myelin Media
- Caesar IV, ett stadsbyggarspel i antika Rom som kommer att ges ut av Sierra Entertainment
- Nile Online, http://www.playnileonline.com/